# Xavier Espot Zamora
Xavier Espot Zamora (Las Escaldas-Engordany, 30 de octubre de 1979) es un político, abogado andorrano. Desde mayo de 2019 es el Presidente del Gobierno de Andorra.

## Biografía
Nacido en la ciudad andorrana de Las Escaldas-Engordany, el 30 de octubre de 1979. Es licenciado y tiene un máster en Derecho por la Facultad de la Escuela Superior de Administración y Dirección de Empresas (ESADE).
Además, también es licenciado en Humanidades por la Facultad de Filosofía de la Universidad Ramon Llull de Barcelona.
Cabe destacar que durante todos estos años ha ido ocupando diversos cargos de responsabilidad en el ámbito judicial. 
Entre septiembre de 2004 y junio de 2008 fue Secretario Judicial y Responsable Civil y de Menores en la Bailía de Andorra.
Entre julio y diciembre de 2008 fue Secretario Judicial del Consejo Superior de Justicia de Andorra.
En 2009, trabajó como batlle en prácticas en el Tribunal de Grande Instance de Toulouse (Francia) y los Juzgados de Primera Instancia de Barcelona. Antes de incorporarse al Gobierno ejerció como batlle andorrano adscrito a la sección civil número 2, en la sección de menores número 2 y en la antigua sección de instrucción número 5.
También ha sido Técnico de Asuntos Exteriores en el ministerio.
A partir del 7 de noviembre de 2011 pasó a ser secretario de Estado de Justicia e Interior y el 25 de julio del 2012 fue nombrado ministro de esa misma institución dentro del gobierno del presidente Antoni Martí.
Tras el inicio de la legislatura que dio comienzo en 2015, se le sumó también la responsabilidad de Asuntos Sociales, sucediendo a la ministra Maria Rosa Ferrer Obiols.
Es el líder de Demócratas por Andorra, partido con el que ganó las elecciones parlamentarias de Andorra de 2019 con 11 escaños. Fue investido jefe de Gobierno por mayoría absoluta, con el apoyo de Liberales de Andorra y de Unión Laurediana. Desde 2019 es el jefe de Gobierno de Andorra.
El 11 de septiembre de 2023 se declaró públicamente homosexual en una entrevista en la radio pública del país, lo que lo convirtió en el primer jefe de Gobierno del Principado de Andorra abiertamente LGTB.

## Distinciones honoríficas

### Condecoraciones
- Gran Cruz de la Orden de Carlomagno, Principado de Andorra (2024), en tanto que Presidente del Consejo de la Orden de Carlomagno.[8]

- Gran Cruz de la Orden de Santa Ágata, República de San Marino

### Premios
- Premio Insignes Alumni del Club de Derecho Esade Alumni, ESADE (2019)[9]